# El Tossal (la Selva del Camp)
El Tossal és una muntanya de 504 metres que es troba al municipi de la Selva del Camp, a la comarca catalana del Baix Camp.